# 직교 여원 격자
순서론에서 직교 여원 격자(直交餘元格子, 영어: orthocomplemented lattice, ortholattice)는 불 대수와 유사한 여원 연산을 갖는 유계 격자이다. 그러나 불 대수와 달리 분배 격자일 필요가 없으며, 심지어 모듈러 격자도 아닐 수 있다.

## 정의

### 순서 반대 보존성의 동치 조건
유계 격자 {\displaystyle (L,\land ,\lor ,\top ,\bot )} 위의 함수 {\displaystyle \lnot \colon L\to L}에 대하여 다음 세 조건이 서로 동치이다.
- (순서 반대 보존) 임의의 {\displaystyle x,y\in L}에 대하여, {\displaystyle x\leq y}라면 {\displaystyle \lnot x\geq \lnot y}
- (드 모르간 법칙 1) 임의의 {\displaystyle x,y\in L}에 대하여, {\displaystyle \lnot (x\land y)=\lnot x\lor \lnot y}
- (드 모르간 법칙 2) 임의의 {\displaystyle x,y\in L}에 대하여, {\displaystyle \lnot (x\lor y)=\lnot x\land \lnot y}

### 직교 여원 격자
유계 격자 {\displaystyle (L,\land ,\lor ,\top ,\bot )} 위의 직교 여원(直交餘元, 영어: orthocomplementation) {\displaystyle \lnot \colon L\to L}은 다음 네 조건들을 만족시키는 함수이다.:52, §II.14:§2
- (대합) 임의의 {\displaystyle x\in L}에 대하여, {\displaystyle \lnot \lnot x=x}
- (순서 반대 보존) 임의의 {\displaystyle x,y\in L}에 대하여, {\displaystyle x\leq y}라면 {\displaystyle \lnot x\geq \lnot y}
- (배중률) 임의의 {\displaystyle x\in L}에 대하여, {\displaystyle \lnot x\lor x=\top }
- (비모순율) 임의의 {\displaystyle x\in L}에 대하여, {\displaystyle \lnot x\land x=\bot }

직교 여원 격자(영어: orthocomplemented lattice)는 직교 여원이 부여된 격자이다. 이들의 모임은 대수 구조 다양체를 이룬다. 두 직교여원 격자 사이의 직교 여원 격자 사상(영어: orthocomplemented lattice morphism) {\displaystyle f\colon L\to L'}은 다음 조건들을 만족시키는 함수이다.
- 격자 사상이다. 즉, 임의의 {\displaystyle x,y\in L}에 대하여 {\displaystyle f(x\land y)=f(x)\land f(y)}이며, {\displaystyle f(x\lor y)=f(x)\lor f(y)}이다.
- 임의의 {\displaystyle x\in L}에 대하여 {\displaystyle f(\lnot x)=\lnot f(x)}이다.

이 경우, 임의의 {\displaystyle x\in L}에 대하여
{\displaystyle f(\top )=f(x\lor \lnot x)=f(x)\lor \lnot f(x)=\top }
{\displaystyle f(\bot )=f(x\land \lnot x)=f(x)\land \lnot f(x)=\bot }
이므로 이는 자동적으로 유계 격자 사상이 된다.

### 가환성
직교 여원 격자 {\displaystyle L}에서, 두 원소 {\displaystyle x,y\in L}가 다음 조건을 만족시키면 {\displaystyle x}가 {\displaystyle y}와 가환한다(영어: commute)고 한다.:52, §II.14:§2
{\displaystyle x=(x\land y)\lor (x\land \lnot y)}
이는 {\displaystyle x\operatorname {\mathsf {C}} y}로 표기한다.
가환 관계는 일반적으로 대칭 관계가 아니다. 즉, {\displaystyle x\operatorname {\mathsf {C}} y}이라면{\displaystyle y\operatorname {\mathsf {C}} x}일 필요는 없다.
직교 여원 격자 {\displaystyle L}의 두 원소 {\displaystyle x,y\in L}에 대하여, {\displaystyle x\leq y}라면 {\displaystyle x\operatorname {\mathsf {C}} y}이다.:52, Lemma II.14.1

### 직교모듈러 격자

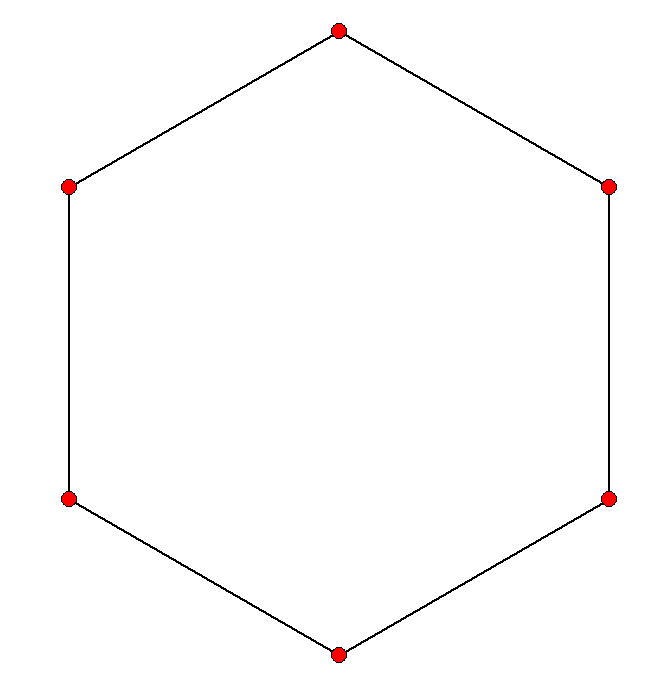
육각형 격자의 하세 도형

직교 여원 격자 {\displaystyle L}에 대하여 다음 조건들이 서로 동치이며, 이를 만족시키는 직교 여원 격자를 직교모듈러 격자(영어: orthomodular lattice)라고 한다.
- 임의의 {\displaystyle x,y\in L}에 대하여, {\displaystyle x\leq y}이라면 {\displaystyle y\operatorname {\mathsf {C}} x}이다 (즉, {\displaystyle x\lor (\lnot x\land y)=y}이다).[2]:§2[1]:53, Theorem II.21
- 임의의 {\displaystyle x,y\in L}에 대하여, {\displaystyle x\lor (\lnot x\land (x\lor y))=x\lor y}이다.[2]:§2
- 가환 관계는 대칭 관계이다. 즉, 임의의 {\displaystyle x,y\in L}에 대하여, {\displaystyle x\operatorname {\mathsf {C}} y}이라면 {\displaystyle y\operatorname {\mathsf {C}} x}이다.[2]:Proposition 2.2(2)[1]:53, Theorem II.21
- 임의의 {\displaystyle x,y\in L}에 대하여, {\displaystyle x\operatorname {\mathsf {C}} y}이라면 {\displaystyle \lnot x\operatorname {\mathsf {C}} y}이다.[2]:Proposition 2.2(3)
- 임의의 {\displaystyle x,y\in L}에 대하여, {\displaystyle x\leq y}이자 {\displaystyle \lnot x\land y=\bot }이라면 {\displaystyle x=y}이다.[2]:Proposition 2.1(2)[1]:54, Exercise II.14.7(i)
- 임의의 {\displaystyle x,y,z\in L}에 대하여, {\displaystyle x\leq y\leq z}라면 {\displaystyle x\lor (\lnot y\land z)=(x\lor \lnot y)\land z}이다.[1]:54, Exercise II.14.7(ii)
- 육각형 격자를 부분 격자로 갖지 않는다.[2]:Proposition 2.1(3)

여기서 육각형 격자(영어: hexagon lattice)는 다음과 같은 유계 격자이다.
{\displaystyle L=\{\bot ,a,b,c,d,\top \}}
{\displaystyle \bot \leq a\leq b\leq \top }
{\displaystyle \bot \leq c\leq d\leq \top }

## 성질

### 함의 관계
모든 불 대수는 직교 여원 격자이다.
직교여원 격자가 분배 격자일 필요는 없다.
직교 여원 격자 {\displaystyle L}에 대하여 다음 조건들이 서로 동치이다.
- 불 대수이다.
- 분배 격자이다.
- 임의의 원소 {\displaystyle x\in L}에 대하여, {\displaystyle c\land x=\bot }이며 {\displaystyle c\lor x=\top }인 {\displaystyle c\in L}가 유일하게 존재한다. (이는 물론 {\displaystyle \lnot x}이다.)
- (엘칸 법칙 영어: Elkan’s law) 임의의 {\displaystyle x,y\in L}에 대하여, {\displaystyle \lnot (a\land \lnot b)=b\lor \lnot a\land \lnot b}[3]

모든 모듈러 직교 여원 격자는 직교모듈러 격자이지만,:54, Exercise II.14.6 (이름과 달리) 그 역은 일반적으로 성립하지 않는다.

### 유일성
주어진 격자 위에 직교 여원이 유일할 필요는 없다. 다만, 분배 격자 위의 직교 여원은 만약 존재한다면 유일하다.
직교 여원을 갖는 분배 격자를 불 대수라고 한다.

### 범주론적 성질
직교 여원 격자와 직교 여원 격자 준동형의 구체적 범주 {\displaystyle \operatorname {OLat} }는 대수 구조 다양체의 범주이므로 완비 범주이자 쌍대 완비 범주이며, 자유 대상이 존재한다.

## 예

### 양자 논리
힐베르트 공간 {\displaystyle {\mathcal {H}}}의 부분 벡터 공간들은 포함 관계에 대하여 유계 격자를 이룬다. 이 경우, 직교여원
{\displaystyle \lnot V=V^{\perp }=\{u\in {\mathcal {H}}\colon \forall v\in V\colon u\perp v\}}
을 정의하면, 이는 직교모듈러 격자를 이룬다. "직교 여원"이라는 용어는 이에서 비롯하였다. 이 사실은 양자 논리에서 중요한 역할을 한다.

### 대합환
{\displaystyle (R,^{*})}가 대합환이라고 하자. 그렇다면,
{\displaystyle L=\{r\in R\colon r=r^{*}=r^{2}\}}
{\displaystyle r\leq s\iff r=rs\qquad (r,s\in L)}
{\displaystyle \lnot r=1-r\qquad (r,s\in L)}
로 놓으면, {\displaystyle L}은 직교모듈러 격자를 이룬다.:54, Exercise II.14.11(a,b) 또한, 이 경우
{\displaystyle \forall r,s\in L\colon xy=yx\iff x\operatorname {\mathsf {C}} y}
이다.:54, Exercise II.14.11(c) 즉, 환으로서의 가환성 개념이 직교 여원 격자로서의 가환성 개념과 일치한다.

## 참고 문헌
1. 1 2 3 4 5 6 7 8 9 10  Birkhoff, Garrett (1967). 《Lattice theory》. AMS Colloquium Publications (영어) 25 3판. American Mathematical Society.
2. 1 2 3 4 5 6 7 8  Bruns, Gunter; Harding, John (2000). 〈Algebraic aspects of orthomodular lattices〉 (PDF).   Coecke, Bob; Moore, David; Wilce, Alexander. 《Current research in operational quantum logic: algebras, categories, languages》. Fundamental Theories of Physics (영어) 111. Springer-Verlag. 37–65쪽. doi:10.1007/978-94-017-1201-9_2. ISSN 0168-1222. 2008년 4월 18일에 원본 문서 (PDF)에서 보존된 문서. 2016년 7월 6일에 확인함.
3. ↑  近藤 溢血 (2006). “On orthocomplemented lattices with Elkan’s law” (PDF). 《数理解析研究所講究録》 (영어) 1503: 10–16. |저자=에 templatestyles stripmarker가 있음(위치 1) (도움말)